# کنستانتن انریکز
کنستانتن انریکز (فرانسوی: Constantin Henriquez‎) بازیکن راگبی ۱۵ نفره اهل فرانسه است.
وی در مسابقات کشوری و بین‌المللی در مجموع برندهٔ ۱ مدال طلا شده‌است.